# Klutiana pentagona
Klutiana pentagona är en stekelart som först beskrevs av Setsuya Momoi 1970.  Klutiana pentagona ingår i släktet Klutiana och familjen brokparasitsteklar. Utöver nominatformen finns också underarten K. p. sundaica.